# 2018 no Brasil
Esta é uma cronologia dos principais fatos ocorridos no ano de 2018 no Brasil.

## Incumbentes
- Presidente – Michel Temer (2016–2019)
- Presidente da Câmara dos Deputados – Rodrigo Maia (2016–2021)
- Presidente do Senado Federal – Eunício Oliveira (2017–2019)
- Presidente do Supremo Tribunal Federal – Carmen Lúcia (2016–2018) e Dias Toffoli (2018–2020)

## Eventos

### Janeiro
- 1 de janeiro - Um tumulto na prisão Colônia Agro-industrial em Goiânia, resulta em 9 mortes e 14 presos feridos. Autoridades relatam que 233 prisioneiros escaparam, 29 foram recapturados e 109 prisioneiros retornaram voluntariamente.[1]
- 16 de janeiro - Organização Mundial de Saúde aufere a incidência de casos de febre amarela e inclui o estado de São Paulo em área de risco.[2]
- 24 de janeiro - Luiz Inácio Lula da Silva é condenado a 12 anos de prisão por corrupção passiva e lavagem de dinheiro.[3]

### Fevereiro
- 8 de fevereiro - Início da crise da Guiana de 2018 após informações de planos de invasão da Venezuela contra a Guiana.[4]
- 13 de fevereiro - Acadêmicos do Tatuapé é bicampeã do Carnaval de São Paulo.[5]
- 13 de fevereiro - Beija-Flor de Nilópolis é, pela décima-quarta vez, campeã do grupo especial do Carnaval do Rio de Janeiro.[6]
- 16 de fevereiro - Início da intervenção federal no Rio de Janeiro, a primeira intervenção federal desde a constituição de 1988. O general Walter Souza Braga Netto é nomeado interventor do estado.[7]
- 19 de fevereiro - Governo decide suspender a tramitação da reforma da Previdência.[8]

### Março
- 2 de março - O ministro Edson Fachin inclui o presidente Michel Temer em inquérito da Operação Lava Jato, que também investiga os ministros Eliseu Padilha e Moreira Franco. De acordo com o inquérito, são investigados os indícios de pagamento de propina na Secretaria de Aviação Civil da Presidência da República, segundo as delações da Odebrecht (atual Novonor).[9]
- 14 de março - A vereadora da cidade do Rio de Janeiro, Marielle Franco (PSOL), e seu motorista, Anderson Gomes, foram assassinados a tiros, por volta das 21h30, no bairro do Estácio, região central do Rio de Janeiro. Marielle Franco foi a quinta candidata mais votada da cidade, na última eleição, em 2016, com mais de 46 mil votos.[10]
- 21 de março - Apagão que durou mais 5 horas atinge a Região Nordeste e a Região Norte e algumas cidades de todas as regiões parcialmente. O colapso de energia elétrica foi provocado por falha humana, após programação uma errônea de disjuntor da subestação de Belo Monte.[11]
- 28 de março - Durante visita à cidade de Guarapuava, no Paraná, dois ônibus da caravana do ex-presidente Luiz Inácio Lula da Silva foram atacadas. Consequentemente, o evento local foi cancelado.[12][13]

### Abril
- 1 de abril - Terremoto de 6,8 graus que atingiu a Bolívia é sentido em cidades do Brasil. O Distrito Federal, a Avenida Paulista, Santos, Marília, Tupã, São Carlos, Araxá, Belo Horizonte, Uberlândia, Paraná, Rio Grande do Sul e Santa Catarina sofreram reflexo do abalo sísmico.[14][15]
- 4 de abril -  O habeas corpus solicitado pela defesa do ex-presidente Luiz Inácio Lula da Silva é rejeitado por 6 votos a 5.[16]
- 5 de abril - Após a rejeição do pedido de habeas corpus, o juiz Sergio Moro decreta a prisão do ex-presidente Luiz Inácio Lula da Silva. A condenação é de 12 anos e 1 mês de prisão pelo TRF-4, devido aos crimes de corrupção passiva e lavagem de dinheiro no caso do triplex do Guarujá.[17]
- 6 de abril - Paulo Preto, ex-presidente da Dersa, é preso pela Polícia Federal por formação de quadrilha, peculato e falsidade ideológica.[18]
- 7 de abril - Após manifestação do Sindicato dos Metalúrgicos do ABC, o ex-presidente Luiz Inácio Lula da Silva é preso por corrupção passiva e lavagem de dinheiro.[3] E chega a Curitiba para começar a cumprir a pena de 12 anos e 1 mês de prisão.[19]

### Maio
- 1º de maio - Edifício de 24 andares do Largo do Paiçandu desaba em incêndio no Centro de São Paulo. Ocupado por cerca de 90 famílias, bombeiros apontam ao menos uma vítima nos escombros e 34 desaparecidos.[20][21]
- 21 de maio - Caminhoneiros entram em greve nacional durante cinco dias seguidos.[22] Os motoristas protestam contra o aumento do preço dos combustíveis, o fim da cobrança de pedágio por eixo suspenso e pelo fim do PIS/Cofins sobre o diesel.[23] A paralisação afetou órgãos públicos e particulares.[24]

### Junho
- 11 de maio - É criado, pelo Governo Michel Temer, o Sistema Único de Segurança Pública (SUSP), para integrar os órgãos de segurança e inteligência; padronizar informações, estatísticas e procedimentos; entre diversas outras medidas visando a integração das forças de segurança.[25]

### Setembro
- 2 de setembro — Um incêndio de grandes proporções atingiu os três andares do prédio do Museu Nacional do Brasil, na Quinta da Boa Vista, zona norte do Rio de Janeiro. Estima-se que 80% do acervo localizado no museu tenha se perdido no incidente.[26]
- 6 de setembro — O candidato à presidência da república Jair Bolsonaro é vítima de uma tentativa de assassinato à faca durante campanha eleitoral em Juiz de Fora, Minas Gerais.[27]
- 11 de setembro — O Partido dos Trabalhadores anuncia a candidatura de Fernando Haddad à presidência, após a candidatura de Lula da Silva ser indeferida pelo Tribunal Superior Eleitoral em 31 de agosto.[28]
- 29 de setembro — Manifestações populares acontecem em mais de 100 cidades pelo Brasil, contra o candidato à presidência Jair Bolsonaro.[29]

### Outubro
- 7 de outubro — Ocorre o primeiro turno das eleições gerais. Para presidente, passam para o segundo turno os candidatos Jair Bolsonaro (PSL) e Fernando Haddad (PT). Segundo turno será realizado no dia 28 de outubro.[30]
- 28 de outubro — Ocorre o segundo turno das eleições gerais. Com pouco mais de 55% dos votos, o candidato do PSL Jair Bolsonaro derrota Fernando Haddad (PT) e é eleito presidente do Brasil.[31]

### Dezembro
- 11 de dezembro — Atentado suicida na Catedral Metropolitana de Campinas, no estado brasileiro de São Paulo. Euler Fernando Grandolpho (49 anos) abriu fogo contra os fiéis durante uma missa, deixando cinco vítimas fatais e alguns feridos, vindo a cometer suicídio à frente do altar.[32]
- 14 de dezembro — Após o recebimento de mais de 300 denúncias, o Ministério Público de Goiás decreta a prisão do médium João de Deus, pelos escândalos de abusos sexuais.[33] Dois dias depois, o criminoso se entregou à polícia.[34]

## Esportes
- Em amistoso realizado em Berlim, o Brasil derrota a Alemanha por 1 a 0 com gol de Gabriel Jesus. Foi o primeiro encontro das duas seleções após a semifinal da Copa do Mundo de 2014.[35]
- O Brasil participou da Copa do Mundo FIFA de 2018 no grupo E. A estreia ocorreu em partida contra a Suíça, em Rostov, que terminou no empate de 1 a 1.[36] Depois, venceu Costa Rica e Sérvia por 2-0.[37][38] O Brasil foi eliminado pela Bélgica nas quartas de final, após derrota por 2-1.[39]
- Cruzeiro vence a Copa do Brasil pela sexta vez ao derrotar o Corinthians nas duas partidas, sendo 1-0 no Mineirão e 2-1 na Arena Corinthians. É a primeira equipe na história a vencer a Copa do Brasil por dois anos seguidos.[40]
- A Sociedade Esportiva Palmeiras vence o Campeonato Brasileiro pela décima vez em sua história. A conquista foi confirmada com uma rodada de antecipação, quando o alviverde venceu o Vasco da Gama em São Januário por 1-0.[41]
- O Fortaleza Esporte Clube conquista a Série B do Campeonato Brasileiro. A equipe treinada por Rogério Ceni confirmou o título na 36° rodada após vencer o Avaí Futebol Clube por 1-0.[42]
- O Atlético Paranaense conquista a Copa Sul-Americana pela primeira vez na história. O rubro-negro venceu a equipe do Junior de Barranquilla nos pênaltis por 4-3 após dois empates em 1-1.[43]

## Mortes

### Janeiro
- 9 – Henrique César – Ator;
- 11 – Ruy Alexandre Faria – Cantor e ex-integrante do MPB4;
- 18 – Flávio Henrique – Cantor, músico e compositor (n. 1968);
- 21 – Desireé Vignolli – Atriz;

### Fevereiro
- 3 – Oswaldo Loureiro – Ator e diretor de teatro;
- 4 – Carlos Alberto Caó – Advogado e autor da lei que criminaliza o racismo;
- 7 – Eva Sopher – Empreendedora cultural teuto-brasileira;
- 14 – Jorge Tufic – Jornalista e poeta;

### Março
- 3 – Tônia Carrero – Atriz;
- 3 – Raul Randon – Empresário;
- 3 – Denise Pahl Schaan – Arqueóloga;
- 7 – Victor Heringer – Escritor;
- 11 – Corbiniano Lins – Escultor;
- 14 – Marielle Franco – Vereadora do Rio de Janeiro (PSOL);
- 15 – Bebeto de Freitas – Ex-técnico e jogador de vôlei;
- 22 – Carlos Eduardo Miranda – Produtor musical e ex-jurado do Ídolos;

### Abril
- 1 – Ricardo Pedro Chaves Pinto Filho – Arcebispo;
- 1 – Ruth Sonntag Nussenzweig – Médica e pesquisadora;
- 1 – Luiz Alberto Martins de Oliveira – Político;
- 2 – Alfredo Lamy Filho – Advogado e professor universitário;
- 6 – Edla van Steen – Escritora;
- 11 – Massaud Moisés – Escritor;
- 15 – Oscarino Farias – Ventríloquo;
- 16 – Dona Ivone Lara – Cantora e compositora;
- 16 – Paul Singer – Economista;
- 21 – Nelson Pereira dos Santos – Diretor de cinema;
- 21 – Waldyr Sant'anna – Dublador;
- 28 – Agildo Ribeiro – Humorista;

### Maio
- 3 – Luiz Gasparetto – Médium e Apresentador de TV;
- 8 – Sylo Costa – Político;
- 10 – Fábio Koff – Dirigente esportivo;
- 13 – Rômulo Gouveia - Político;
- 14 – Roberto Farias – Cineasta;
- 17 – Eloísa Mafalda – Atriz;
- 20 – Fernando Mac Dowell – Vice-prefeito do Rio de Janeiro;
- 22 – Alberto Dines – Jornalista;
- 25 – José Hawilla - Jornalista e empresário;
- 30 – Audálio Dantas – Jornalista;

### Junho
- 1 – Cidinha Milan – Atriz;
- 8 – Maria Esther Bueno – Tenista;
- 17 – Cacilda Lanuza – Atriz;
- 18 – Eliezer Batista – Engenheiro e empresário;
- 22 – Waldir Pires – Ex-governador da Bahia;

### Julho
- 4 – Ernst Wolfgang Hamburger – Físico;
- 20 – Helio Eichbauer – Cenográfo;
- 22 – Bernardo Ribas Carli – Político;
- 31 – Hélio Bicudo – Jurista e político;

### Agosto
- 1 - Mário Cravo – Artista plástico;
- 12 – Cláudio Weber Abramo – Jornalista;
- 21 – Otávio Frias Filho – Jornalista e empresário;
- 24 – Claudiomiro Estrais Ferreira – Futebolista;
- 26 – Henrique Martins – Ator e diretor;
- 27 – Paixão Côrtes – Compositor, folclorista e radialista;

### Setembro
- 3 – José Hugo Celidônio – Gastrônomo;
- 3 – João Paulo Adour – Ator;
- 5 – Beatriz Segall – Atriz;
- 7 – Wilson Moreira – Sambista;
- 8 – Graça Araújo – Jornalista;
- 9 – Mr. Catra – Cantor e compositor;
- 9 – Hélio Jaguaribe – Escritor, advogado, cientista político e sociólogo;
- 27 – Joaquim Roriz – Político;
- 29 – Angela Maria – Cantora;

### Outubro
- 7 – Moa do Katendê – Capoeirista;
- 10 – Zíbia Gasparetto – Escritora;
- 16 – Gil Gomes – Radialista e jornalista;
- 20 – Affonso Heliodoro – Ex-secretário de Juscelino Kubitschek;
- 28 – Daniel Corrêa Freitas – Futebolista;
- 31 – Esquerdinha – Futebolista;

### Dezembro
- 15 - Arthur Maia – Músico;
- 27 – Miúcha – Cantora;
- 27 – Mãe Stella de Oxóssi – ialorixá baiana.
- 31 – Etty Fraser - Atriz brasileira (n. 1931).